# Majestic (Chatenay)
Majestic is een Frans historisch motorfietsmerk.
De bedrijfsnaam was: Motorcycles Majestic, Chatenay, later Paris
Majestic produceerde van 1927 tot 1930 niet alleen motorfietsen met JAP-, Chaise-, Train- en andere motorblokken, maar ook een zeer ongewone viercilinder met de luchtgekoelde-Train lijnmotor met asaandrijving. Deze motor zat verscholen onder een soort “motorkap”.
De Majestic was ontwikkeld door Georges Roy uit Orléans, die een groot voorstander was van plaatframes en die ook vond dat de berijder zo veel mogelijk beschermd diende te worden tegen straatvuil, olie en vet. Daarom had hij ook al de New Motorcycle gebouwd, een mislukt project dat ook al was voorzien van een plaatframe.